# Calvanas
Calvanas designa uma zona da cidade de Lisboa, Portugal, em torno da quinta com o mesmo nome. Foi também o nome atribuído ao bairro informal que surgiu nesses terrenos e ao conjunto habitacional erguido em redor da Rua das Calvanas, na Charneca. Atualmente acolhe o Colégio de Santa Doroteia e várias infraestruturas viárias e de transportes de redobrada importância para a cidade.

## História
A Quinta das Calvanas aparece já em registos do século XVI e abarcava a área compreendida entre a Alameda das Linhas de Torres e o Aeroporto da Portela. À semelhança da restante freguesia, integrava uma zona periférica de cariz rural e que apenas começou a ser urbanizada no século XX.
A propriedade conheceu diversos proprietários, entre eles Manuel de Souza Freire (vendedor da praça de Lisboa) e António Maria Fidié, apelido pelo qual ficou conhecida esta quinta e a azinhaga que a delimitava a sul. Esta azinhaga foi alargada e retificada em 1912 (juntamente com a das Murtas) e viria a dar lugar parcialmente à Avenida Marechal Craveiro Lopes (na década de 60), conservando parte do seu traçado antigo com o nome de Rua Fidié.
Mais tarde, em 1931, o espaço foi arrendado pela família Ferreira do Amaral às Irmãs Doroteias, que instalaram na casa da quinta (então denominada Palacete do Amaral) o Colégio de Santa Doroteia, em funcionamento até aos dias de hoje. Nota-se também a existência de uma exploração areeira na Quinta das Calvanas de Cima em 1939.
O Bairro das Calvanas surge apenas na década de 1970 após a ocupação do espaço por migrantes de outras áreas rurais e periféricas do país e das antigas colónias com piores condições de vida, onde construíram as suas habitações em alvenaria de betão e tijolo, com um e dois pisos. O bairro acolheu 300 agregados familiares, e apesar da sua génese ilegal veio a dispor de ligação às redes de água, saneamento e eletricidade e os seus moradores pagavam impostos e taxas municipais. Estes organizaram-se numa associação de moradores na década seguinte, quando se iniciou a transformação da área envolvente e o processo de urbanização do Alto do Lumiar, para o qual vieram a acordar a libertação dos terrenos do bairro.
As Calvanas foram um dos núcleos identificados no Plano Especial de Realojamento (PER) em Lisboa. A demolição das construções teve lugar entre 2000 e 2007. Os seus moradores foram realojados por toda a Alta de Lisboa, tendo feito diligências para a preservação desta denominação na toponímia da cidade. Assim, uma das ruas do bairro de moradias construído de raiz pelo PER foi renomeada para Rua das Calvanas em 2012, enquanto que o novo bairro é geralmente referido pelo mesmo nome.

O espaço do antigo bairro é hoje uma das portas de entrada na Alta de Lisboa e está ocupado por infraestruturas viárias (a Rotunda Nelson Mandela, o Eixo Central da Alta de Lisboa e a Avenida Santos e Castro, inauguradas em 2013), prevendo-se que venha a acolher o Parque Sul e uma estação do Metropolitano de Lisboa. 